# Ludwig Szymczak
Ludwig Szymczak (* 10. Dezember 1902 in Leßnau, Landkreis Putzig in Westpreußen; † 4. April 1945 im KZ Mittelbau-Dora) war ein kommunistischer Arbeiter im Ruhrgebiet und Wirtschaftsemigrant in der Sowjetunion.

## Leben
Ludwig Szymczak kam schon als Heranwachsender ins Ruhrgebiet und wurde in (Gelsenkirchen-Buer) Bergmann. Er sympathisierte mit der KPD und trat der Revolutionären Gewerkschafts-Opposition (RGO) bei. Wegen wiederholter Arbeitslosigkeit entschloss er sich, Arbeit in der Sowjetunion anzunehmen. In der Ukraine fand er eine Stelle im Bergbau. Seine Versuche, Mitglied der sowjetischen KP und sowjetischer Staatsbürger zu werden, blieben erfolglos. Wegen angeblicher Dienste für den NKWD hatte er Streit mit deutschen Arbeitskameraden. Im Mai 1937 wurde er verhaftet. Für die Annahme, in der Haft in Stalino habe er Folterungen erlitten, liegt in den ihn betreffenden Quellen kein Beleg vor. Nach erzwungener Verpflichtung, in Deutschland für den NKWD zu arbeiten, wurde Szymczak im Januar 1938 aus der Sowjetunion ausgewiesen. Die Behauptung, Aussagen seines ebenfalls ausgewiesenen Arbeitskollegen Franz Sellikat (der nach dem Krieg als Zeuge im Prozess Emil Carlebachs gegen Margarete Buber-Neumann Carlebachs Leugnung des Stalin-Terrors stützte) bei der Gestapo, Szymczak habe „für die GPU“ gearbeitet und habe Sellikats Bruder Karl zum Eintritt in die Rote Armee verleitet, wo er dann erschossen worden sei, hätten Szymczak die Einweisung ins KZ Buchenwald verursacht, sind nicht haltbar. Denn nach Sichtung der Gestapo-Verhörprotokolle Franz Sellikats war dessen Bruder Karl auf eigenen Wunsch Staatsbürger der Sowjetunion und deshalb später regulär in die Rote Armee eingezogen worden. Ob er dort der „Deutschen Operation“ des NKWD zum Opfer fiel oder aus anderen Gründen hingerichtet wurde, ist unbekannt (Protokoll: LA NRW, R_RW-66133).
Ende August 1943 wurde Szymczak in das Konzentrationslager Mittelbau-Dora, einem neu geschaffenen Außenlager des KZ Buchenwald überstellt. Dort war er stellvertretender Lagerältester und behielt diese Position bis zum März 1944. Aufgrund seiner Weigerung, einen Mithäftling zu hängen, wurde Szymczak gemeinsam mit dem Lagerältesten Georg Thomas für zwei Wochen in das lagereigene Gefängnis gesperrt. Danach war er im Lager im Bereich Arbeitsstatistik tätig.
Später gehörte Szymczak zu einer von Albert Kuntz organisierten Widerstandsgruppe im Lager. Nach Aufdeckung des Lagerwiderstandes wurde auch Szymczak am 12. Dezember 1944 in Arrest genommen. Nach einem Bericht eines Mitgefangenen hat Szymczak sich der KPD-Lagergruppe freiwillig als stellvertretender Lagerältester im Außenlager Dora-Mittelbau zur Verfügung gestellt. Mit sechs weiteren Angehörigen der Lagerwiderstandsbewegung wurde Szymczak durch Mitarbeiter der Gestapo am 4. April 1945 im Hof des lagereigenen Gefängnisses ermordet.